# Mobaye
Mobaye ist die Hauptstadt der Präfektur Basse-Kotto in der Zentralafrikanischen Republik. Die Stadt liegt an der Landesgrenze zur Republik Kongo am Ubangi. In der Stadt wohnen 7179 Einwohner (2022).

## Verkehr
Die Route Nationale 9 verbindet Mobaye mit Kongbo, das wiederum an der Route Nationale 2 liegt. Diese verläuft von der Hauptstadt Bangui entlang der Südgrenze der Zentralafrikanischen Republik bis in den äußersten Südosten an die Grenze zum Südsudan. Knapp 10 Kilometer nordwestlich der Stadt liegt der Flugplatz Mobaye, von dem jedoch keine regelmäßigen Flüge stattfinden.

## Wirtschaft
Um Mobaye wird Kaffee angebaut.